# Tournoi de clôture du championnat du Paraguay de football 2013
Navigation
Tournoi précédent Tournoi suivant
Le tournoi de clôture de la saison 2013 du Championnat du Paraguay de football est le second tournoi semestriel de la cent-troisième saison du championnat de première division au Paraguay. Les douze clubs participants sont réunis au sein d'une poule unique où ils affrontent leurs adversaires deux fois, à domicile et à l'extérieur. À l’issue du tournoi, un classement cumulé des trois dernières années permet de déterminer les deux clubs relégués en deuxième division.
C'est le club de Cerro Porteño qui remporte le tournoi après avoir terminé invaincu en tête du classement final, avec onze points d'avance sur Club Libertad et douze sur le Deportivo Capiatá. C'est le trentième titre de champion du Paraguay de l'histoire du club.

## Qualifications continentales
Le vainqueur du tournoi Clôture est qualifié pour la Copa Libertadores 2014. De plus, un classement cumulé des deux tournois de la saison permet d’attribuer la troisième place en Copa Libertadores et les quatre clubs qualifiés pour la Copa Sudamericana 2014.

## Les clubs participants
| - Club Libertad - Club Nacional - Cerro Porteño - Club Guaraní - Club Sportivo Carapeguá - Club Sol de América | - Club Cerro Porteño - Club Olimpia - Club Deportivo Capiatá - Club General Díaz - Club Sport Colombia - Club Rubio Ñu |

## Compétition
Le barème utilisé pour établir le classement est le suivant :
- Victoire : 3 points
- Match nul : 1 point
- Défaite : 0 point

### Classement
| Rang | Équipe                  | Pts | J  | G  | N | P  | Bp | Bc | Diff |
| ---- | ----------------------- | --- | -- | -- | - | -- | -- | -- | ---- |
| 1    | Cerro Porteño           | 50  | 22 | 14 | 8 | 0  | 37 | 16 | +21  |
| 2    | Club Libertad           | 39  | 22 | 12 | 3 | 7  | 25 | 19 | +6   |
| 3    | Club Deportivo Capiatá  | 38  | 22 | 12 | 2 | 8  | 36 | 32 | +4   |
| 4    | Club Guaraní            | 37  | 22 | 10 | 7 | 5  | 47 | 24 | +23  |
| 5    | Club General Díaz       | 33  | 22 | 8  | 9 | 5  | 30 | 24 | +6   |
| 6    | Club NacionalT          | 33  | 22 | 9  | 6 | 7  | 30 | 26 | +4   |
| 7    | Club Sportivo Luqueño   | 29  | 22 | 8  | 5 | 9  | 30 | 29 | +1   |
| 8    | Club Rubio Ñu           | 25  | 22 | 6  | 7 | 9  | 25 | 32 | -7   |
| 9    | Club Olimpia            | 24  | 22 | 6  | 6 | 10 | 31 | 32 | -1   |
| 10   | Club Sportivo Carapeguá | 22  | 22 | 5  | 7 | 10 | 24 | 38 | -14  |
| 11   | Club Sol de América     | 17  | 22 | 4  | 5 | 13 | 24 | 43 | -19  |
| 12   | Club Cerro Porteño      | 16  | 22 | 5  | 1 | 16 | 23 | 47 | -24  |

|  | Qualification pour la Copa Libertadores 2014 |
|  | T : Tenant du titre                          |

### Classements cumulés
| Rang | Équipe                  | Pts | J  | G  | N  | P  | Bp | Bc | Diff |
| ---- | ----------------------- | --- | -- | -- | -- | -- | -- | -- | ---- |
| 1    | Cerro PorteñoClo        | 87  | 44 | 25 | 12 | 7  | 75 | 45 | +30  |
| 2    | Club NacionalOuv        | 79  | 44 | 24 | 7  | 13 | 70 | 51 | +19  |
| 3    | Club Guaraní            | 77  | 44 | 21 | 14 | 9  | 83 | 45 | +38  |
| 4    | Club Libertad           | 75  | 44 | 22 | 9  | 13 | 54 | 42 | +12  |
| 5    | Club Deportivo Capiatá  | 65  | 44 | 19 | 8  | 17 | 61 | 62 | -1   |
| 6    | Club General Díaz       | 61  | 44 | 15 | 16 | 13 | 55 | 51 | +4   |
| 7    | Club Olimpia            | 55  | 44 | 14 | 13 | 17 | 62 | 63 | -1   |
| 8    | Club Sportivo Luqueño   | 54  | 44 | 14 | 12 | 18 | 49 | 54 | -5   |
| 9    | Club Rubio Ñu           | 50  | 44 | 12 | 14 | 18 | 52 | 61 | -9   |
| 10   | Club Sol de América     | 46  | 44 | 11 | 13 | 20 | 54 | 77 | -23  |
| 11   | Club Sportivo Carapeguá | 38  | 44 | 8  | 14 | 22 | 46 | 77 | -31  |
| 12   | Club Cerro Porteño      | 35  | 44 | 9  | 8  | 27 | 50 | 85 | -35  |

| Rang | Équipe                  | Pts   | J   | G | N | P | Bp | Bc | Diff |
| ---- | ----------------------- | ----- | --- | - | - | - | -- | -- | ---- |
| 1    | Club Libertad           | 1,856 | 132 |   |   |   |    |    |      |
| 2    | Cerro Porteño           | 1,818 | 132 |   |   |   |    |    |      |
| 3    | Club Nacional           | 1,811 | 132 |   |   |   |    |    |      |
| 4    | Club Olimpia            | 1,682 | 132 |   |   |   |    |    |      |
| 5    | Club Guaraní            | 1,576 | 132 |   |   |   |    |    |      |
| 6    | Club Deportivo Capiatá  | 1,477 | 44  |   |   |   |    |    |      |
| 7    | Club General Díaz       | 1,386 | 44  |   |   |   |    |    |      |
| 8    | Club Sol de América     | 1,174 | 132 |   |   |   |    |    |      |
| 9    | Club Sportivo Luqueño   | 1,121 | 132 |   |   |   |    |    |      |
| 10   | Club Rubio Ñu           | 1,091 | 132 |   |   |   |    |    |      |
| 11   | Club Cerro Porteño      | 1,000 | 88  |   |   |   |    |    |      |
| 12   | Club Sportivo Carapeguá | 0,943 | 88  |   |   |   |    |    |      |

## Bilan de la saison
| Championnat du Paraguay de football 2013 |                            |
| Champion                                 | Cerro Porteño (30e titre)  |
| Qualifications continentales             |                            |
| Copa Libertadores 2014                   | Cerro Porteño              |
| Copa Libertadores 2014                   | Club Nacional              |
| Copa Libertadores 2014                   | Club Guaraní               |
| Copa Sudamericana 2014                   | Cerro Porteño              |
| Copa Sudamericana 2014                   | Club Libertad              |
| Copa Sudamericana 2014                   | Club Deportivo Capiatá     |
| Copa Sudamericana 2014                   | Club General Díaz          |
| Promotions et relégations                |                            |
| Promus en Primera División               | Club Atlético 3 de Febrero |
| Promus en Primera División               | 12 de Octubre FC           |
| Relégués en División Intermedia          | Club Cerro Porteño         |
| Relégués en División Intermedia          | Club Sportivo Carapeguá    |